# Harlod Hunter
Harold Hunter, ameriški poklicni rolkar in filmski igralec, * 2. april 1974, † 17. februar 2006, New York, ZDA
Hunter je bil najbolj znan po njegovi vlogi v zloglasnem filmu Larry Clarka Mularija, pojavil pa se je tudi v glasbenem videu Joan Osbournes - »What if God was one of us«.
Kot rolkarja so ga je sponzoriral Zoo York, bil pa je lastnik Rock Star. Njegov položaj na rolki je bil goofy.
| - Zoo York (??? - ???) | - Ellis Island Promo (Zoo York, 2005) |

## Smrt
Okoli četrte ure zjutraj EST v petek, 17. februarja 2006, je Hunterja našel v njegovem stanovanju v Lower East Side njegov brat. Umrl je naj bi zaradi zaužitja prekomerne količine kokaina, ki ga je policija našla ob in na telesu.